# Bulbophyllum stolleanum
Bulbophyllum stolleanum är en orkidéart som beskrevs av Rudolf Schlechter. Bulbophyllum stolleanum ingår i släktet Bulbophyllum och familjen orkidéer. Inga underarter finns listade i Catalogue of Life.